# Mirko Jerman
Mirko Jerman, slovenski partizan, narodni heroj in polkovnik Jugoslovanske ljudske armade, * 13. december 1912, Šmarca, † 29. marec 1987, Ljubljana.

## Življenje in delo
Po poklicu je bil mesar. Sodeloval je pri vstaji 27. junija 1941 v kamniškem okraju; ko so ustanovili Kamniško četo, se je vključil vanjo, postal kasneje njen komandir in bil še istega leta sprejet v Komunistično partijo Slovenije. V četi je deloval do odhoda na Dolenjsko, kjer je bil aktivist in organizator. Spomladi 1943 se je vrnil v Kamniški partizanski bataljon. Zaradi velikih političnih in moralnih odlik, izredne hrabrosti in vojaških sposobnosti si je med borci kmalu pridobil veliko priljubljenost in spoštovanje. Avgusta 1943 je postal komandant 2. bataljona Šlandrove brigade ter kasneje od avgusta 1944 do oktobra 1944 komandant iste brigade. Nazadnje pa je bil član operativnega štaba v Šlandrovi in Zidanškovi brigadi. 
Vodil je uspešen napad 27. aprila 1944 na nemško motorizirano kolono na Trnjavi pri Lukovici, pri katerem sta bila uničena 2 tanka in 14 kamionov ter brigado v sklepnih bojih za osvoboditev Zgornje Savinske doline. Bil je tudi načelnik častniške šole, komandant baze Glavnega štaba za Slovenijo v Dalmaciji in operativnega odseka komande mesta Trst. Leta 1953 je v Beogradu končal Višjo vojaško akademijo. Opravljal je poveljniške dolžnosti v tankovskih enotah JLA. Je nosilec več državnih odlikovanj.

## Odlikovanja
- red narodnega heroja
- red zaslug za ljudstvo s srebrnimi žarki
- red partizanske zvezde s puškama (2x)
- red za hrabrost
- partizanska spomenica 1941